# サイキ
株式会社サイキは、長崎県対馬市を営業基盤とするスーパーマーケット「スーパーサイキ」を運営する企業である。
CGCグループに加盟している。

## 所在地
- 美津島店（本店）- 〒817-0322 長崎県対馬市美津島町雞知乙505-1（北緯34度16分22.4秒 東経129度19分9.4秒 / 北緯34.272889度 東経129.319278度）
- 豊玉店 - 〒817-1201 長崎県対馬市豊玉町仁位1536-1（北緯34度23分43.5秒 東経129度19分2.0秒 / 北緯34.395417度 東経129.317222度）
- 久田店 - 〒817-0032　長崎県対馬市厳原町久田467-3（北緯34度11分10.4秒 東経129度16分59.0秒 / 北緯34.186222度 東経129.283056度）

## 沿革
- 1978年（昭和53年）4月 - 豊玉町仁位において合資会社を引き継ぐ。
- 1979年（昭和54年）10月 - 合資会社佐伯商店に称号変更。
- 1988年（昭和63年）11月 - CGCグループに加盟。
- 1996年（平成8年）6月 - 美津島店において宅配サービスを開業。
- 1997年（平成9年）
  - 4月 - 株式会社サイキを設立。
  - 12月 - 株式会社サイキ、合資会社佐伯商店を合併。
- 2000年（平成12年）9月 - 豊玉店において宅配サービスを開業。
- 2002年（平成14年）2月 - 美津島店においてインターネット宅配サービスを開始。
- 2003年（平成15年）6月 - 豊玉店においてインターネット宅配サービスを開始。
- 2019年（令和元年）
  - 3月4日 - 電子マネーCoGCaを導入。
  - 11月1日 - 久田店が開店。